# Xavantina
Xavantina este un oraș din statul Santa Catarina (SC), Brazilia.